# 张大彪
张大彪（?—?），彭城郡（治彭城县，今江苏省徐州市）人，隋末民变彭城起义领袖。
隋炀帝大业十年（614年）四月辛未，张大彪与宗世模聚众数万反隋，占据悬薄山。攻掠徐州（治彭城县，今江苏省徐州市）、兖州（治瑕丘县，今山东省济宁市兖州区）。隋朝榆林郡太守董纯率军讨伐，董纯闭营不战，张大彪多次挑战董纯不出，张大彪以董纯胆怯，不设防备，纵兵大掠。董纯选精锐发起攻击，双方会战于昌虑（今山东省滕州市东南），义军被杀万余人，筑为京观，起义失败。